# Something Sally
Something Sally is een Noorse band, bestaande uit drie leden. Hun eerste album, Familiar Strangers is uitgekomen op 4 februari 2008.

## Biografie
Sinds 2006 heeft Something Sally drie singles en twee clips uitgebracht, die in de Top 40 van Noorwegen kwamen en goed werden verkocht in iTunes. Ze zijn ook een van de meest export-vriendelijke muzikale acts voor Noorwegen, ze hebben door Europa getoerd en een single uitgebracht met een van de beste vrouwelijke artiesten, Joss Stone. Dat gebeurde allemaal nog vóór hun debuutalbum Familiar Strangers uitkwam.
In juli 2006 brak Something Sally echt door in Noorwegen met hun single Sally Can't Wait. De single kwam in de top 10 van de meest verkochte Noorse singles. Hun tweede en derde singles, The Taste en Circles, uitgebracht in januari en mei 2007, werden goed ontvangen in Noorwegen.
Door MySpace kwam Something Sally in contact met de soulzangeres Joss Stone. Ze werden uitgenodigd om in twee shows van Stone op te treden in de zomer, als Special Guest. Stone en haar crew waren zo blij met de band dat Something Sally werd uitgenodigd om de hele tour in Europa in de herfst mee mochten toeren. Meer dan 40.000 mensen hebben Something Sally live zien optreden.
Nu hebben ze hun eerste album Familiar Strangers uitgebracht en het is in Noorwegen een groot succes.